# Chico Mendes
Francisco Alves Mendes Filho, más conocido también como Chico Mendes (Xapuri, Brasil, 15 de diciembre de 1944 - Xapuri, 22 de diciembre de 1988) fue un recolector de caucho, sindicalista y activista ambiental brasileño. Luchó de manera pacífica contra la extracción de madera y la expansión de los pastizales sobre la Amazonía hasta que fue asesinado por rancheros.
Entre 1987 y 1988, Chico Mendes fue premiado por su activismo, recibiendo el Global 500 de la Organización de las Naciones Unidas (ONU), en Inglaterra, y la Medalla del Medio Ambiente de la Better World Society, en Estados Unidos. Después de su muerte, se crearon premios, parques, institutos y memoriales para dar a conocer su legado y honrar al líder de los recolectores de caucho. Su legado ha influido en una generación de conservacionistas y legisladores de todo el mundo.

## Biografía
Chico Mendes nació en 1944 en un seringal llamado "Puerto Rico" en el Estado brasileño de Acre. Era hijo de Francisco Mendes, descendiente de los emigrantes nordestinos asentados desde hace un siglo en la Amazonia. Chico Mendes Comenzó a trabajar a los nueve años y hasta los 14 no aprendió a leer. Fue recolector de caucho (llamados en Brasil seringueiros), ambientalista y socialista. Era un luchador nato y desde joven desarrolló una infatigable labor en defensa de los seringueiros. Participó en la creación de la Central Única de Trabajadores y del Partido de los Trabajadores. Chico Mendes fue el principal impulsor del "Conselho Nacional dos Seringueiros". Su oposición a la deforestación que afectaba a Acre y su defensa de los pueblos de la floresta (indios, recolectores de caucho y habitantes de las riberas de los ríos, entre otros), le dio una gran proyección internacional. De seringueiro se transformó en sindicalista y de sindicalista en ecologista.
Chico Mendes fundó un sindicato de recolectores de caucho y conductores de camiones en un intento por preservar sus trabajos y la selva tropical al mismo tiempo. Tuvo un papel importante en la fundación del Consejo Nacional de los Recolectores de Caucho y la creación de la propuesta de Reservas Extractivas para los recolectores. Fue el primer presidente de la ACRE (CUT de ACRE), fundada en 1984. 
Consiguió el apoyo internacional y en 1987 recibió el premio Global 500 por la ONU. Fue asesinado el 22 de diciembre de 1988.

## Empates
El 10 de marzo de 1976 los seringueiros organizaron el primer empate (acción no violenta para impedir la tala de un "seringal", área de selva explotada sosteniblemente por los recolectores de caucho) en Brasiléia, municipio próximo a Xapuri, en Acre. Entre 1976 y 1988 Chico Mendes y otros como Wilson Pinheiro (asesinado el 21 de julio de 1980) organizaron 45 empates, con un saldo de 400 detenidos, 40 torturados y varios muertos, pero lograron impedir la deforestación de 1,2 millones de hectáreas de selva. Estas acciones siempre chocaron con los intereses de los grandes latifundistas.
Pocos días antes de morir, Chico Mendes, que tenía cuando fue asesinado 44 años, declaró: "Si descendiese un enviado de los cielos y me garantizase que mi muerte facilitaría nuestra lucha, hasta valdría la pena. Pero la experiencia me enseña lo contrario. Las manifestaciones o los entierros no salvarán la Amazonia. Quiero vivir."
La muerte de Chico Mendes atrajo la atención internacional sobre la destrucción de la Amazonia y la violación de los derechos humanos, acabó con la impunidad absoluta y sobre todo posibilitó la creación de las llamadas reservas extrativistas.

## Asesinato
Mendes fue asesinado el 22 de diciembre de 1988, en su natal Xapuri, una pequeña ciudad de la Amazonia brasileña próxima a Bolivia una semana después de cumplir 44 años de edad. Los asesinos materiales fueron el terrateniente Darly Alves de Silva y uno de sus 21 hijos, Darcy Alves Pereira, de la Unión Demócrata Ruralista. Fueron juzgados y condenados a 19 años de cárcel. No obstante, escaparon en 1993 sin muchos problemas de la cárcel de Río Branco, capital del estado de Acre, siendo nuevamente apresados tres años más tarde.
"A Chico le gustaba mucho jugar al dominó. Llevaba jugando desde las cuatro de la tarde. A las seis y media le pedí que parase, para servir la cena. Entonces se levantó de la mesa, dijo que iba a ducharse y me preguntó si podía usar la toalla que le había regalado por su cumpleaños. Le dije que sí, tomó la toalla y se dirigió hacia la puerta. Abrió una rendija, vio que estaba oscuro y volvió. Tomó una linterna, abrió la puerta y entonces le dispararon".
Ilzamar Gadelha, esposa de Chico Mendes, que entonces tenía 24 años, recordó con estas palabras los últimos momentos de su marido. Darly y Darcy eran de la Unión Democrática Ruralista, latifundistas brasileños con una larga lista de asesinatos en su haber según afirmó la viuda de Mendes.
En honor a su muerte, fueron compuestos muchos productos culturales. 

### Repercusión
El asesinato de Mendes, de no ser por la repercusión que tuvo en Brasil y en otros países, habría quedado tan impune como los más de 1000 crímenes de dirigentes sindicales, militantes de izquierda, abogados, sacerdotes de legistrados en los últimos años en la Amazonia brasileña. Tras la muerte de Mendes los asesinatos se han seguido produciendo, aunque a una escala menor, pero con la misma impunidad. El 26 de marzo de 1998, 10 años después, fueron asesinados 2 líderes del Movimiento de Trabajadores Rurales Sin Tierra (MST) en Pará, uno de los municipios donde la lucha por la tierra es más violenta. En Pará han sido asesinados más de 500 campesinos pobres en la última década. Los conflictos por la tierra y la destrucción del bosque tropical son las dos caras de la política de ocupación de la Amazonia.
El 9 de diciembre de 1988, 13 días antes de ser asesinado, Chico Mendes en una entrevista con Edil del diario Jornal do Brasil, afirmó que estaba amenazado por los propietarios de la fazenda Paraná, Darly Alves y Alvarino Alves. Desde 1973, esos dos terratenientes tenían orden de prisión en Pará (en el sur de Brasil), pero el delegado del Policía Feito, retuvo esa orden de prisión.

### La implicación de la UDR
El mismo Mauro Spósito, que llegó a acusar a Chico Mendes de tener relación con una entidad "comunista", la Fundación Ford de EE. UU., posteriormente ocupó cargos importantes en la Policía Federal.
Un mes antes de la muerte de Chico, el abogado y terrateniente Joao Branco, presidente de la UDR de Acre, estuvo en la hacienda de Darly Alves discutiendo el asesinato de Chico Mendes, según Genesio Ferreira de Silva, un muchacho que por entonces tenía 14 años y era empleado de Darly. Para muchos Joao Branco fue el verdadero instigador de la muerte de Chico Mendes y otros líderes sindicales en Acre, y el auténtico dirigente de un escuadrón de la muerte en la región, encaminado a suprimir toda oposición a la expropiación y deforestación de la selva. Joao Branco declaró como testigo en el juicio, pero nunca fue juzgado, y tras pasar varios meses fuera, esperando a que se calmase la situación, regresó a Acre, dimitiendo como presidente de la UDR, la entidad asociativa brasileña que reúne los grandes proprietarios rurales.
La UDR de Acree, según Chico Mendes, "es el núcleo de un auténtico escuadrón de la muerte, responsable de numerosos asesinatos". Sus principales integrantes en la época en que Mendes fue asesinado eran Joao Branco; Rubem Branquinho, que fue candidato a gobernador del estado; el exalcalde de Río Branco, Adalberto Aragao; el diputado por el partido Frente liberal, Joao Tezza; los terratenientes Benedito Rosa Gastao Mota; el exalcalde de Xapuri, Vanderlei Viana, y el exconcejal de Brasileia, Luis Assém.

## Legado

### Galardones
- Medalla "Chico Mendes de la Resistencia", instituida en 1989 por el Grupo Tortura Nunca Mais en Río de Janeiro en memoria a los muertos y desaparecidos de la dictadura militar brasileña, que a su vez rinde homenaje a personas y entidades que se destacan en la lucha de resistencia por la defensa de los derechos humanos. En el 2009 este galardón fue otorgado a los cinco héroes cubanos presos en cárceles de los Estados Unidos.[cita requerida]
- Premio Chico Mendes, en la ciudad de Córdoba (España) desde 1994, al proyecto más destacado para la promoción, defensa o conservación de los valores naturales, culturales, sociales o económicos del medio ambiente.

### Instituciones
- Centro De Recursos Ambientales Chico Mendes, en el municipio de Rivas-Vaciamadrid, España.[11]

### Literatura
- Senderos de Libertad, del escritor español Javier Moro.
- Es nombrado en la novela Un viejo que leía novelas de amor del escritor chileno Luis Sepúlveda, donde se le menciona en una nota del autor: "Esta novela ya nunca llegara a tus manos, Chico Mendes, querido amigo de pocas palabras y muchas acciones..."

### En el cine y la TV
- The Burning Season (1994) película producida por HBO protagonizada por Raúl Juliá.[12]
- Chico Mendes: Defensor del Amazonas (2008) documental de la cadena Discovery Channel Latinoamérica.

### En la música popular
- Cuando los ángeles lloran, canción del álbum homónimo (1995) del grupo mexicano Maná.

- Ao Chico (1996) canción de Tião Natureza, músico y compositor acreano, también asesinado.

- Ambush canción del álbum Roots (1996) del grupo brasileño Sepultura.

- La canción Enciendo una vela de la cantante mexicana Marianne le dedica una estrofa al activista.

- La canción La memoria del cantautor argentino León Gieco dice "La bala a Chico Mendes en Brasil...".

- La canción How many People del cantante británico Paul McCartney fue escrita en memoria del activista.

- La canción La lucha de la banda española The Soulbreaker Company hace referencia directa a Chico Mendes.

- Una imagen suya aparece al principio del videoclip de la canción Disparos de silencio del rapero español Nach.

- Chico Mendes grupo de rock de Formosa, Argentina (2010).[13]

- La banda boliviana L4, de la ciudad de Cobija en la frontera con Brasil, próxima a Xapuri, tiene una canción en su honor llamada Chico rey.

### Eponimia
- El asteroide (47162) Chicomendez lleva este nombre en su memoria.

- En el año 2013 una especie de ave, el tiránido de Chico, Zimmerius chicomendesi, fue nombrado en su honor.[14]

- Una plaza en Oleiros, Galicia (España) lleva su nombre.

### Otros
- Una caricatura suya y su nombre aparecen cada semana en la portada del periódico progresista "Diario Uno" en Chile, espacio en el que el personaje realiza ácidas reflexiones sobre las autoridades y la realidad política y social.